# Hummelo

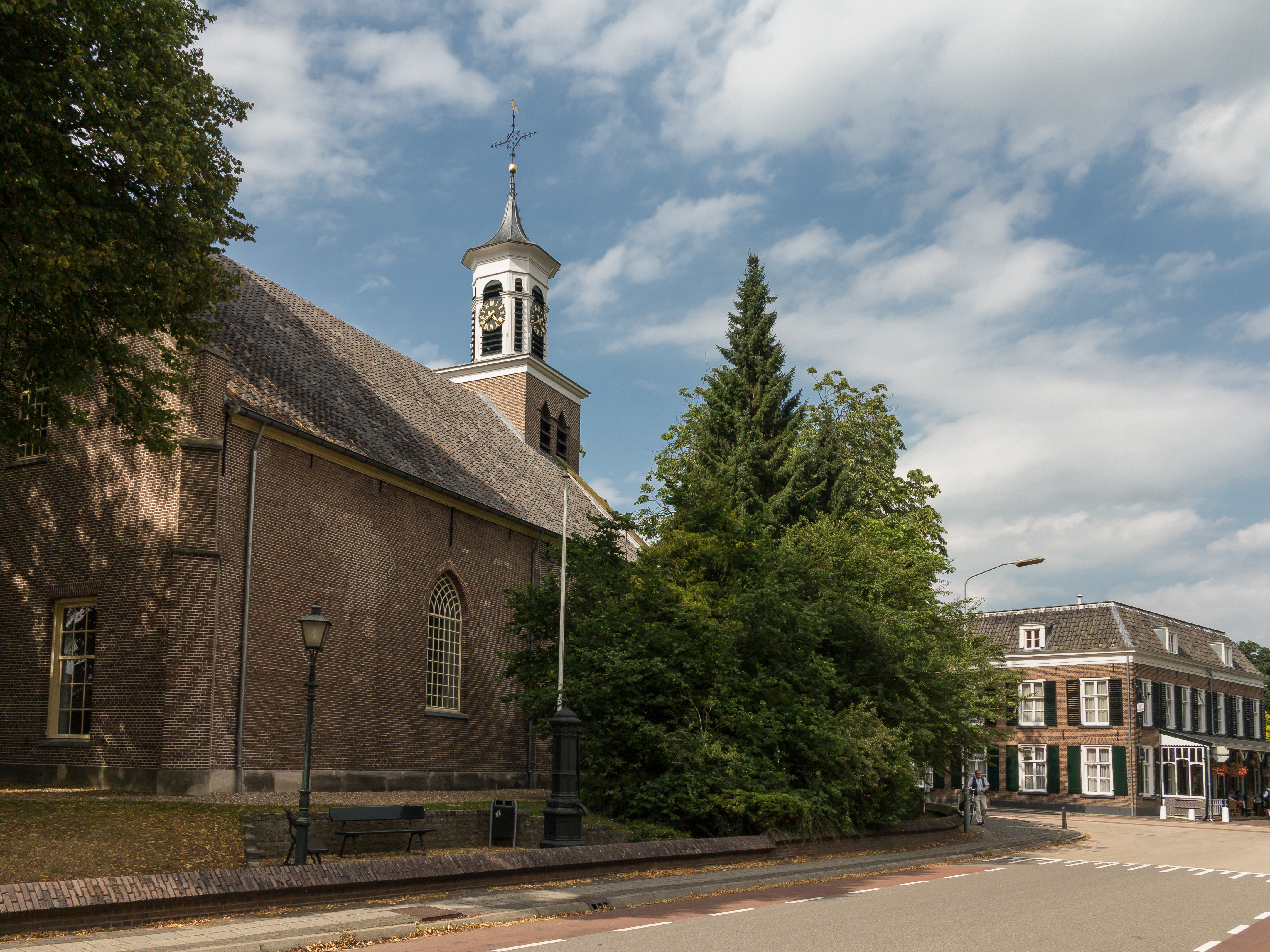
Hummelo, église protestante

Hummelo est un village appartenant à la commune néerlandaise de Bronckhorst. Le 1er janvier 2007, le village comptait 1 370 habitants.

## Personnalités liées
- Lodewijk van Heeckeren van de Cloese (1768-1831), homme politique néerlandais y est né